# Cripplegate

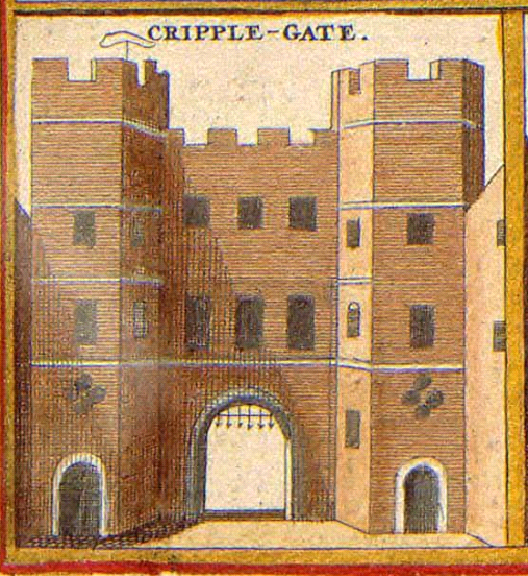
Cripplegate, omkring år 1650.

Cripplegate var en port i Londons stadsmur och benämning på området utanför porten. Namnet kan i formerna Cripelesgate, Ciryclegate och Cirpilegate spåras till ungefär år 1000. År 1068 var Cripplegate den enda platsen i England där judar fick begravas. De som bodde på andra ställen i landet var tvungna att transportera sina döda hit, vilket var både obekvämt och dyrt.
Området totalförstördes vid blitzen och i dag ligger bland annat kulturcentret Barbican i området.